# Silva Resende
Antero da Silva Resende (18 de setembro de 1926 — Lisboa, 24 de fevereiro de 2022) foi um advogado, jornalista e dirigente desportivo português.

## Biografia
A seguir à Revolução de 25 de Abril foi, durante alguns meses, Director do diário desportivo "A Bola".
Foi Advogado da Antero da Silva Resende Advogados Lisboa e 29.º Presidente da Federação Portuguesa de Futebol e Membro Efectivo do Comité Executivo da UEFA entre 1983 e 1989.
Foi colunista do diário desportivo "Record" e do jornal diário "Correio da Manhã" e Fundador e colunista do jornal "O Dia" (Dezembro de 1975 - Janeiro de 2005).
A 26 de Junho de 2004 a UEFA agraciou-o com as insígnias do Diamante da Ordem de Mérito, a sua mais alta distinção, durante o jantar oficial do seu Comité Executivo, que se realizou em Lisboa, no quadro do Euro 2004, numa cerimónia presidida pelo seu Presidente Lennart Johansson.
Morreu em 24 de fevereiro de 2022, aos 96 anos.